# Cardiodectes anchorellae
Cardiodectes anchorellae is een eenoogkreeftjessoort uit de familie van de Pennellidae. De wetenschappelijke naam van de soort is voor het eerst geldig gepubliceerd in 1928 door Brian & Gray.